# Novooleksandrivka, Bereznehuvate
Novooleksandrivka (în ucraineană Новоолександрівка) este un sat în comuna Ozerivka din raionul Bereznehuvate, regiunea Mîkolaiiv, Ucraina.

## Demografie
Componența lingvistică a localității Novooleksandrivka
     Ucraineană (94,83%)
     Rusă (4,31%)
     Alte limbi (0,86%)
Conform recensământului din 2001, majoritatea populației localității Novooleksandrivka era vorbitoare de ucraineană (94,83%), existând în minoritate și vorbitori de rusă (4,31%).